# Cyathea spectabilis
Cyathea spectabilis är en ormbunkeart som först beskrevs av Kze., och fick sitt nu gällande namn av Karel Domin. Cyathea spectabilis ingår i släktet Cyathea och familjen Cyatheaceae. Inga underarter finns listade.